# Amphithyrus glaber
Amphithyrus glaber is een vlokreeftensoort uit de familie van de Platyscelidae. De wetenschappelijke naam van de soort is voor het eerst geldig gepubliceerd in 1924 door Spandl.